# Isosaari (ö i Finland, Kajanaland, Kehys-Kainuu, lat 65,07, long 28,93)
Isosaari är en ö i Finland. Den ligger i sjön Kuurtojärvi och i kommunen Suomussalmi i den ekonomiska regionen  Kehys-Kainuu  och landskapet Kajanaland, i den centrala delen av landet, 600 km norr om huvudstaden Helsingfors. Öns största längd är 0,7 kilometer i sydöst-nordvästlig riktning.